# Novo Szelo (Debarca)
Novo Szelo (macedónul: Ново Село) település Észak-Macedóniában, a Délnyugati körzet Debarcai járásában.

## Népesség
| Lakosok száma | 201  | 210  | 241  | 176  | 184  | 142  | 92   | 68   | 39   |
|               | 1948 | 1953 | 1961 | 1971 | 1981 | 1991 | 1994 | 2002 | 2021 |

2002-ben 68 lakosa volt, akik közül 64 macedón és 4 egyéb.